# Reptile Database
Reptile Database (с англ. — «База данных рептилий») — научная онлайн-база данных, предоставляющая таксономическую информацию обо всех ныне существующих видах рептилий и их классификацию. Ресурс в первую очередь учитывает виды (в отличие от более высоких рангов, например семейств), и содержит сведения об известных общепризнанных видах пресмыкающихся и их подвидах, которых в настоящее время насчитывается около 13 000. База содержит научные и общеупотребительные названия, синонимы, сведения об ареалах, этимологии видов, библиографические ссылки на литературу, информацию о типах и другую значимую таксономическую информацию. Сайт не содержит и не предоставляет сведения об ископаемых видах, например там нет информации о динозаврах.
По состоянию на сентябрь 2020 года в базе данных находилось около 11300 записей о видах из примерно 1200 родов рептилий (включая около 2200 подвидов), сопровождающихся более чем 50 000 библиографических ссылок и около 15 000 фотографий. C момента создания в базу данных за год вносилось, в среднем, от 100 до 200 новых записей о видах, описанных в предыдущие годы. Информация о вновь описанных видах становится доступной онлайн обычно в течение нескольких месяцев. 

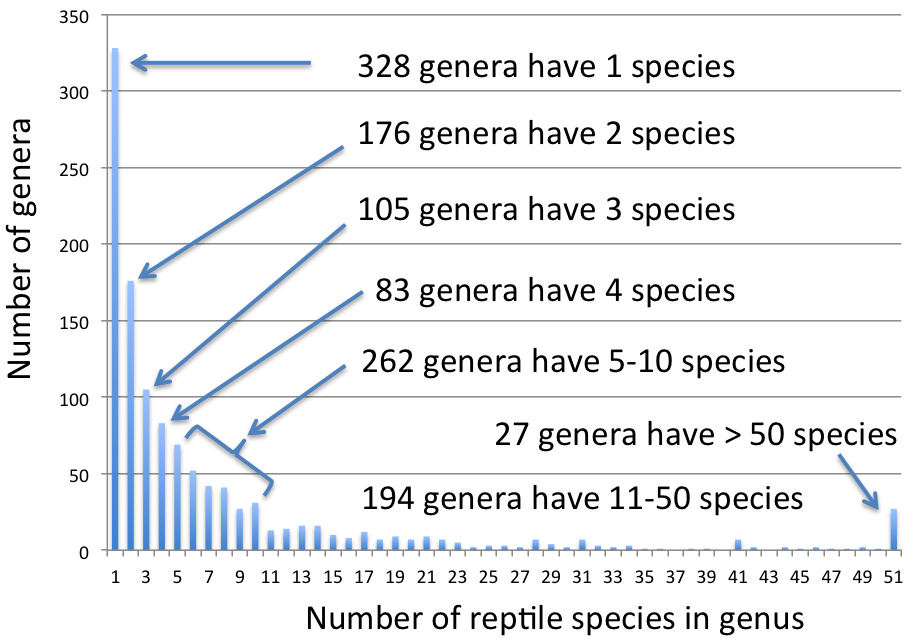
Распределение родов рептилий по количеству видов. Большинства родов рептилий содержат только один или несколько видов, но отдельные включают сотни. По данным из «Reptile Database» (по состоянию на май 2015)

Проект «Reptile Database» участвовал в проекте Species 2000, в рамках которого была подготовлена мета-база данных Каталог жизни (CoL), содержащая более 150 баз данных, в которых собраны сведения о всех живущих на планете видах.
Откуда таксономическая информация была передана в Энциклопедию жизни (EoL). 
«Reptile Database» также сотрудничает с World Register of Marine Species (Всемирный реестр морских видов), и гражданским научным проектом iNaturalist, и содержит ссылки на Красную Книгу Международного союза охраны природы, имеет связь с базой данных NCBI.